# La Guancha
La Guancha är en kommun i Spanien. Den ligger i provinsen Santa Cruz de Tenerife i den autonoma regionen Kanarieöarna i sydvästra delen av landet, 1 800 km sydväst om huvudstaden Madrid. Antalet invånare är 5 593 (2024). La Guancha ligger på ön Teneriffa.